# Propanol
Existují dva izomery propanolu. Pokud není uveden konkrétní izomer, obvykle se označení vztahuje k propan-1-olu.
- Propan-1-ol (též n-propanol) — CH3CH2CH2OH
- Propan-2-ol (též isopropanol, isopropylalkohol) — (CH3)2CHOH

Viz též:
- Propanal (propionaldehyd), odlišující se od výslovnosti propanolu jednou hláskou, jde o odlišnou sloučeninu.
- Propranolol, což je sloučenina s mnohem složitější molekulou, používaná ke snižování krevního tlaku a proti třesení rukou (je to také látka nelegálně používaná k dopingu u sportovních střelců, podobně jako jiné betablokátory, i když je jinak její použití legální)

## Trivia
- Propanol se objevil v britské komedii Jistě, pane ministře, v epizodě Šplh po namaštěné tyči, jako chemikálie vyráběná v problematické továrně British Chemical Corp. V této epizodě bylo popisováno, že se vyrábí s metadioxinem, ne s toxickým dioxinem, který vyvolal protesty voličů místního poslance parlamentu. Metadioxin jako takový však reálně neexistuje.